# Kore de Nicandre
La Kore de Nicandre es una escultura griega de mármol de estilo dedálico, realizada aproximadamente hacia el año 650 a. C., que se conserva en el Museo Arqueológico Nacional de Atenas, Grecia (Inv. 1). Nicandre, una mujer de la isla de Naxos, dedicó la estatua en el templo de Artemisa de Delos, el lugar de nacimiento de Apolo y Artemisa. La estatua, que fue encontrada durante una excavación arqueológica en el siglo XIX, es una de las primeras kores, o estatuas de mujeres, que se conservan, y muestra una de las inscripciones más antiguas de griego antiguo en piedra. Su representación y su ubicación dentro de los períodos estilísticos existentes de la escultura griega se han convertido en objeto de una amplia erudición.

## Descubrimiento

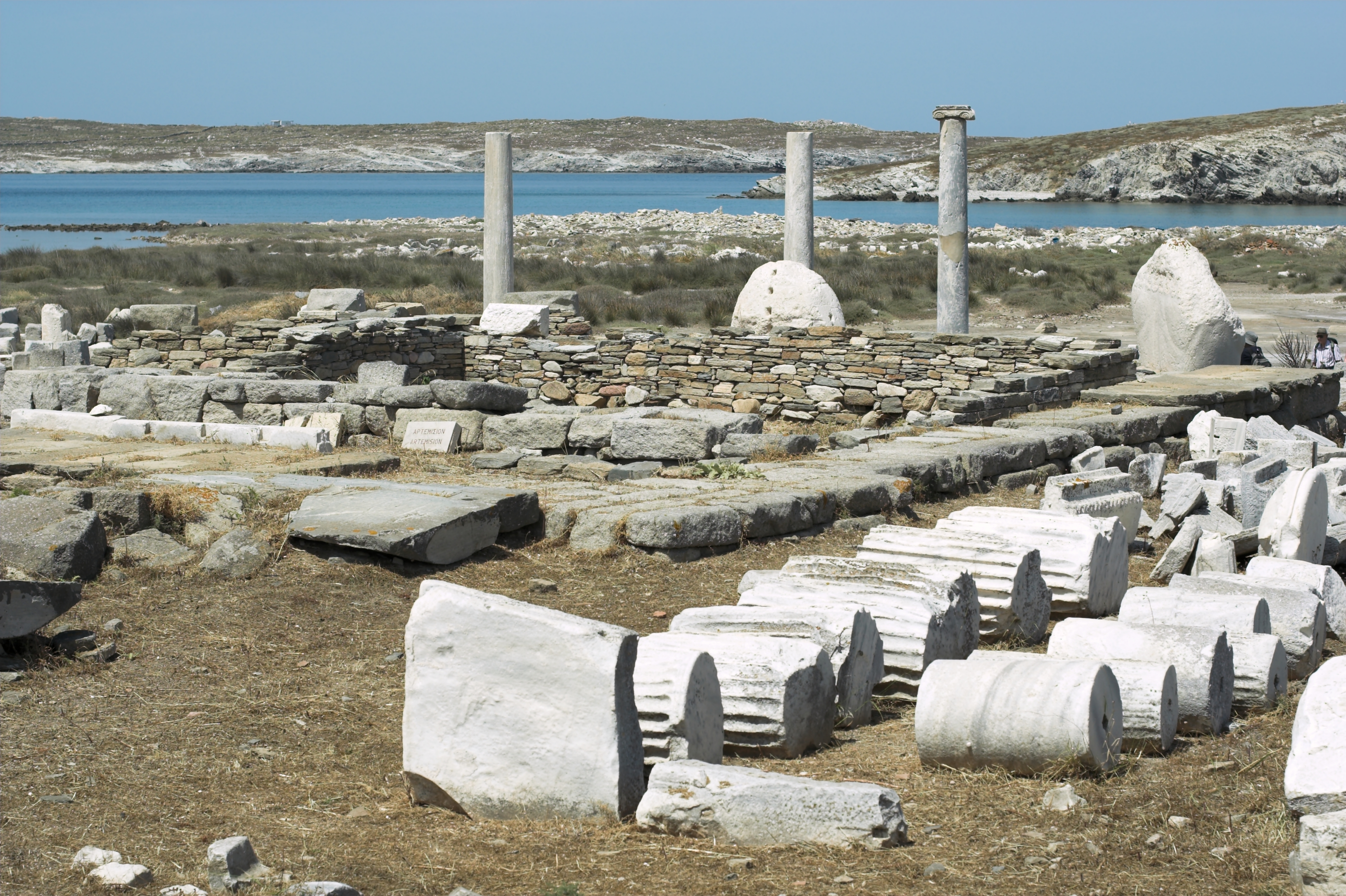
Templo de Artemisa, Delos, donde se descubrió la kore de Nicandre

Théophile Homolle descubrió la estatua entre varias otras piezas escultóricas en zanjas mientras excavaba alrededor del santuario de Artemisa en 1878. El propio Homolle publicó notas ligeramente contradictorias sobre el lugar de hallazgo de las piezas que componen la dedicatoria de Nicandre durante los años posteriores al descubrimiento. Por ello, los estudiosos no han podido situar definitivamente el lugar de la dedicatoria de Nicandre. Sin embargo, basándose en las notas de Homolle, la mayoría coincide en que la estatua fue depositada en una zanja a unos 12 o 15 metros de la esquina del santuario de Artemisa junto con los trozos de varias otras estatuas. La finalidad de este depósito no está clara, pero las estatuas parecen haberse roto antes de ser enterradas.

## Inscripción
En el lado izquierdo de la estatua se encuentra la inscripción dedicatoria, una de las primeras inscripciones griegas en piedra que se conservan. Está incisa verticalmente, en una forma conocida como bustrofedón. El original griego es el siguiente:  «Νικάνδρη μἀνέθεκεν (ε)κηβόλοι ἰοχεαίρηι Κόρη Δεινοδίκηο το Ναησίο ἒησοχος ἀλήον Δεινομένεος δὲ κασιγνέτη Φηράησο δ᾽ ἂλοχος ν[ῦν]». La traducción al español es: «Nicandre me dedicó a la diosa, lanzadora a distancia de flechas, Nicandre, hija de Deinódicos de Naxos, distinguida entre las mujeres, hermana de Deinómenes y esposa de Fraxos».
A partir de esta inscripción, conocemos el nombre y el sexo de la dedicante, Nicandre, así como algún vago indicio de su intención (complacer a la diosa). Además de definirse a sí misma por su relación con su padre ("Deinódicos"), su marido ("Fráxos") y su hermano (" Deinómenes"), se refiere a sí misma como "distinguida entre las mujeres", reclamando cierto grado de gloria y destacando su reputación en su comunidad. Aunque la inscripción puede dar a entender que la estatua se hizo en la isla de Naxos, donde residía la familia de Nicandre (una insinuación corroborada por el tipo de piedra utilizada para hacer la estatua), no está claro quién fue el escultor ni dónde vivía.

## Representación
Los eruditos aún no han llegado a un consenso sobre a quién representa la estatua. Aunque en un principio resulta tentador suponer que una dedicatoria, como Nicandre, encargaría una estatua a su semejanza, el número de estatuas femeninas supervivientes con dedicantes masculinos indica que, aunque posible en algunas situaciones, esta no podría ser la regla general.
En un artículo publicado tres años después del descubrimiento, Homolle propuso que tanto la dedicatoria de Nicandre como las demás estatuas encontradas junto a ella representaban a Artemisa. Para la mayoría de las korai, la suposición predominante es que representan a Perséfone, pero podían representar a cualquier diosa a la que se rindiera culto en el santuario al que estaban dedicadas las estatuas, incluidas Artemisa, Hera, Atenea, Deméter e incluso ninfas.  Sin embargo, como G. M. A. Richter ha señalado, rara vez las korai individuales van acompañadas de los atributos y objetos apropiados que suelen mostrar las estatuas de culto, como la égida de Atenea en su estatua del Partenón. Dicho esto, la estatua de Nicandre tiene pequeños agujeros en el centro de las manos. Es posible que el escultor hiciera estos agujeros para sujetar a las manos de la estatua objetos asociados a Artemisa, como un arco.
La kore podría representar alternativamente a las sacerdotisas de esas diosas y santuarios. Esta interpretación ha encontrado bastantes adeptos entre los estudiosos. Por ejemplo, John Boardman y Nigel Spivey sostienen que la estatua representa a una sacerdotisa de Artemisa. Quienes se oponen a esta teoría argumentan que la representación juvenil de la kore no suele asociarse con la imagen y la estatura de una sacerdotisa, aunque hay casos de jóvenes doncellas que ejercen de sacerdotisas (por ejemplo, el culto a Artemisa en Braurón).

## Periodo estilístico
Una de las principales controversias en torno a la dedicatoria de Nicandre gira en torno a su ubicación dentro de las categorías preexistentes de la escultura griega, concretamente el estilo dedálico del siglo VII a. C. o el estilo arcaico que le siguió.
El estilo dedálico, practicado por los seguidores del inventor mitológico Dédalo, floreció entre los años 675 y 600 a. C. El estilo se caracteriza por una frontalidad estricta y un estilo distintivo de cabello y vestimenta. La dedicatoria de Nikandre responde a muchos de estos rasgos estilísticos, con su estricta frontalidad (la estatua mira de frente, sin ninguna torsión del cuerpo), su vestimenta rígida y poco reveladora (un peplos ceñido a la cintura) y su cabello pulcramente peinado, que cuelga en mechones a ambos lados de la cabeza de la figura.
La escultura griega arcaica (660-650 a. C.) estuvo marcada por las estatuas de tamaño natural, cuyo origen varios estudiosos atribuyen a la interacción cultural griega con Egipto y Mesopotamia. Homolle señaló en su primera publicación de la escultura de Nicandre que «el cabello está extendido sobre los hombros, más o menos a la manera del peinado de los egipcios, lo que a primera vista da a nuestra estatua el aspecto de una obra egipcia». Homolle insistió posteriormente en que tales similitudes eran pura coincidencia: 
La dedicatoria de Nicandre, de 1,75 m de altura y 0,17 m de grosor, es una de las primeras esculturas de mármol de tamaño natural que se conservan intactas, por lo que muchos la han atribuido al inicio de este nuevo periodo de la escultura monumental arcaica.

## Recepción
Al tratar el "problema de la descripción" en arqueología, A. A. Donohue ha demostrado que, históricamente, la mayoría de los estudiosos han descrito la dedicatoria de Nicandre en términos negativos. Donohue sostiene que la descripción "objetiva" de los objetos arqueológicos ha sido todo menos eso. A través de una evaluación del contexto histórico, étnico y psicológico de las críticas de los eruditos a la estatua, Donohue ilustra cómo la recepción de la dedicatoria de Nicandre en la actualidad no debería basarse necesariamente en descripciones anteriores, que a menudo han despreciado la naturaleza plana de la obra y la pesada vestimenta como mala factura. En comparación con la escultura helenística posterior, que se caracteriza por un tratamiento progresivamente idealista de la forma humana, la dedicatoria de Nicandre, con su pesada vestimenta y su torso bloqueado, pareció a muchos de los primeros estudiosos totalmente poco femenina. Por el contrario, Donohue sostiene que la pesada indumentaria y la postura de la figura pretendían transmitir la respetabilidad y la estatura de la mujer dentro de su sociedad.